# Bag spejlet (film)
Bag spejlet er en dansk kortfilm fra 1998 instrueret af Jacob Wellendorf efter eget manuskript.

## Handling
En 5-årig "motorbølle" er kørt sine egne veje, hvor han vælter på sin tre-hjulede cykel midt ude i skoven. En fortælling i drømmebilleder - også velegnet for børn.